# Biroldo

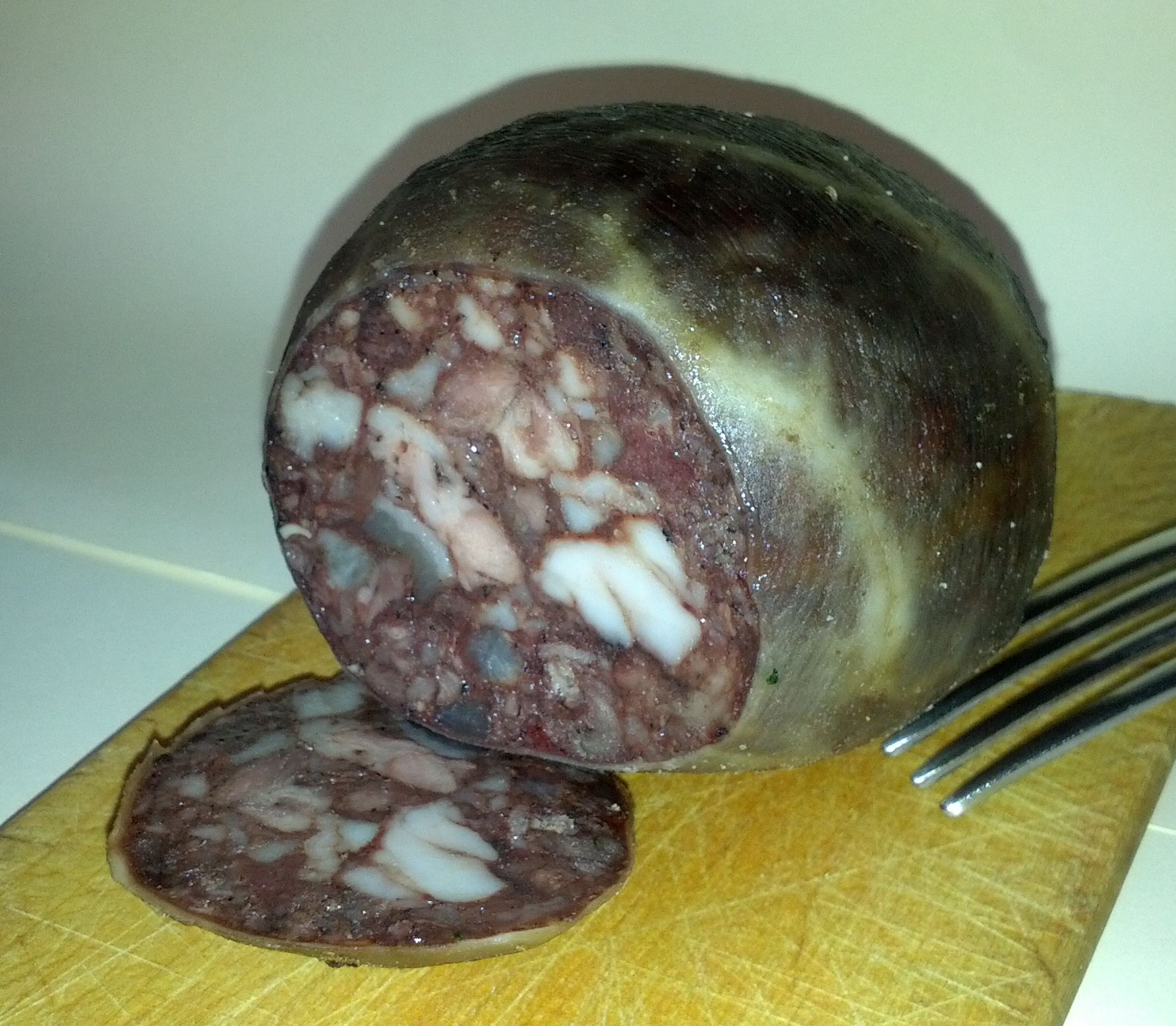

Le biroldo est une préparation de charcuterie à base de sang de porc, proche du boudin, typique de la province de Massa-Carrara, en Toscane. La tête, le cœur, les poumons, la langue et parfois les abats du porc comptent également parmi les ingrédients.

## Galerie photographique

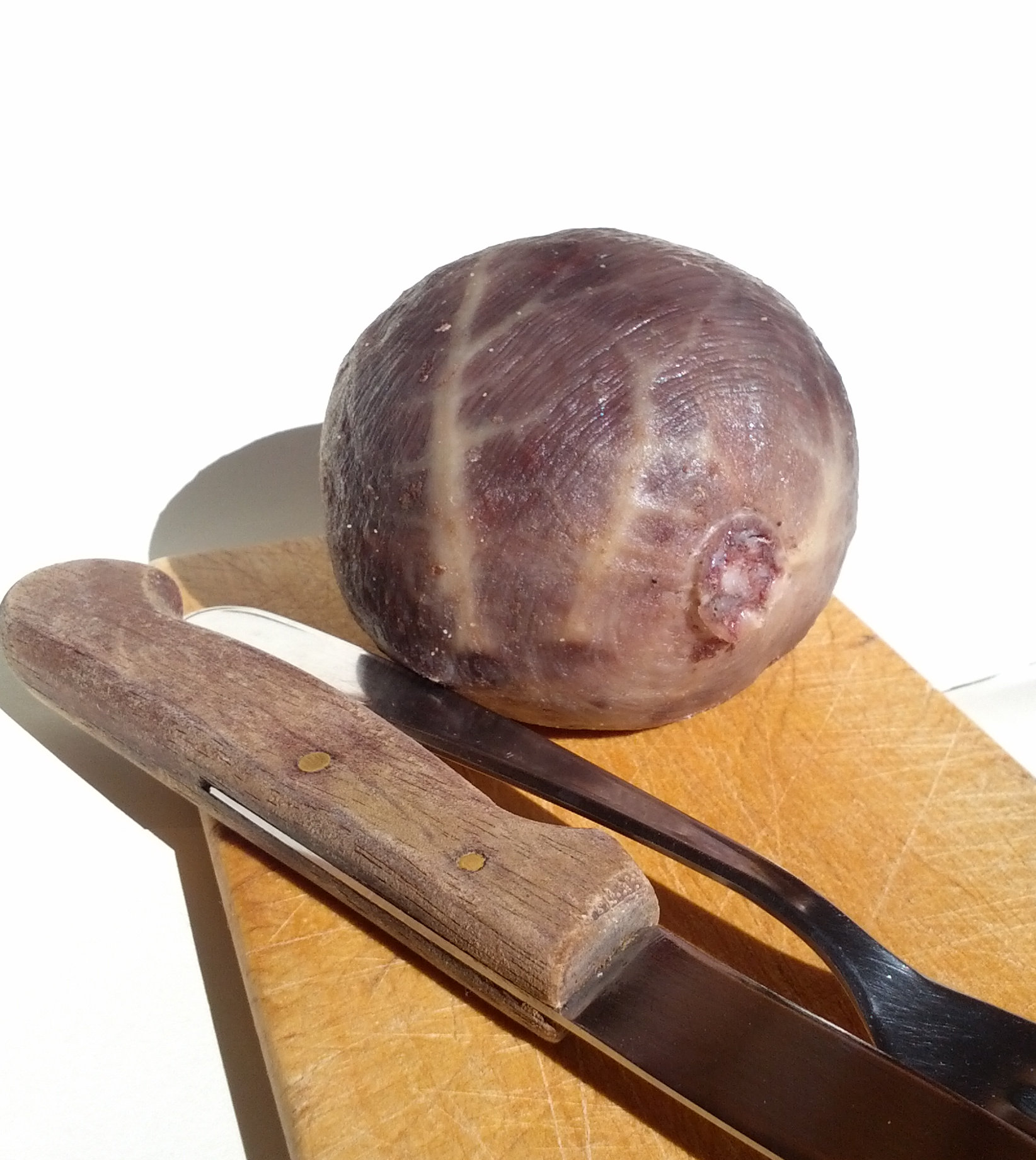
Biroldo de Lucques